# リチャード・ターディ
リチャード・ターディ（フランス語: Richard Tardy、1950年7月29日 - ）はフランスの元サッカー選手。現サッカー指導者。選手時代のポジションはFW。
現在、U21サッカーシンガポール代表で監督を務めている。